# Sailly, Yvelines
Sailly là một xã thuộc tỉnh Yvelines, trong vùng Île-de-France, Pháp, có cự ly khoảng 18 km về phía đông bắc Mantes-la-Jolie và 9 km về phía tây bắc của Meulan.
Người dân địa phương trong tiếng Pháp gọi là Saulois.
Nằm ở phía bắc tỉnh, trong Thung lũng Montcient, Sailly là một xã nông nghiệp, có rừng.
Các xã giáp ranh: Aincourt (Val-d'Oise) về phía bắc, Lainville-en-Vexin về phía đông bắc, Brueil-en-Vexin về phía đông nam, Fontenay-Saint-Père về phía tây nam và Drocourt về phía tây bắc. 

## Biến động dân số
| 1793 | 1800 | 1806 | 1821 | 1831 | 1836 | 1841 | 1846 | 1851 |
| ---- | ---- | ---- | ---- | ---- | ---- | ---- | ---- | ---- |
| 174  | 144  | 157  | 160  | 169  | 176  | 182  | 183  | 191  |

| 1856 | 1861 | 1866 | 1872 | 1876 | 1881 | 1886 | 1891 | 1896 |
| ---- | ---- | ---- | ---- | ---- | ---- | ---- | ---- | ---- |
| 198  | 215  | 199  | 183  | 183  | 154  | 176  | 176  | 151  |

| 1901 | 1906 | 1911 | 1921 | 1926 | 1931 | 1936 | 1946 | 1954 |
| ---- | ---- | ---- | ---- | ---- | ---- | ---- | ---- | ---- |
| 153  | 176  | 155  | 132  | 168  | 140  | 145  | 107  | 134  |

| 1962                                         | 1968 | 1975 | 1982 | 1990 | 1999 | - | - | - |
| -------------------------------------------- | ---- | ---- | ---- | ---- | ---- | - | - | - |
| 152                                          | 177  | 134  | 160  | 334  | 349  | - | - | - |
| Số liệu kể từ 1962 : dân số không tính trùng |      |      |      |      |      |   |   |   |